# Wellington Brito da Silva
Wellington Brito da Silva (Bulgaars: Уелингтон Брито да Силва) (Arujá, 23 juli 1985) – beter bekend als Tom – is een Braziliaans-Bulgaars voormalig voetballer die doorgaans speelde als middenvelder. Tussen 2006 en 2022 was hij actief voor Portuguesa, Litex Lovetsj, Istanbul Başakşehir, opnieuw Litex Lovetsj, Elazığspor, Hatayspor, Botev Vratsa en Dobroedzja Dobritsj.

## Carrière
In november 2006 kwam Tom in Bulgarije als versterking van Litex Lovetsj, dat hem had gehaald van Portuguesa in zijn vaderland. Op 3 maart 2007 debuteerde hij pas in de Parva Liga, toen er met 3–1 gewonnen werd van Spartak Varna. Gedurende vier jaar was Tom een vaste waarde op de positie van rechtsbuiten bij Litex. Op 6 december 2011 verkaste hij echter naar Istanbul Başakşehir, waar hij tot medio 2016 tekende. Op januari 2012 debuteerde hij in de Süper Lig, tijdens een 0–2 thuisnederlaag tegen Trabzonspor. Twee jaar later werd Tom voor een half seizoen verhuurd aan zijn oude club Litex. Na zijn terugkeer stond hij nog een halfjaar onder contract bij Başakşehir maar hij speelde geen wedstrijden meer. Hierop verkaste de Braziliaan naar Elazığspor. Na drie jaar liet hij deze club achter zich. Hierop tekende Tom voor één seizoen bij Hatayspor. Na afloop van zijn contract kwam hij zonder club te zitten. Het zou uiteindelijk een halfjaar duren voor de Braziliaan een nieuwe werkgever vond. Hij keerde namelijk terug naar Bulgarije om voor Botev Vratsa te gaan spelen. Medio 2021 verkaste Tom transfervrij naar Dobroedzja Dobritsj, waar hij zijn handtekening zette onder een verbintenis voor de duur van één seizoen. Na afloop van dit contract besloot Tom op vierendertigjarige leeftijd een punt te zetten achter zijn actieve loopbaan.

## Erelijst
| Parva Liga | 2 | 2009/10, 2010/11 |
| Beker      | 1 | 2008/09          |